# Rik Boel
Henri Joseph (Rik) Boel (Tienen, 5 september 1931 – aldaar, 13 november 2020) was een Belgisch politicus voor de BSP en erevoorzitter van het Arbitragehof.

## Levensloop
Boel studeerde in 1954 af als doctor in de rechten aan de Katholieke Universiteit Leuven. Vervolgens ging hij aan de slag als stagiair-advocaat bij advocaat Franz Tielemans, volksvertegenwoordiger en burgemeester van Leuven. De voorwaarde voor zijn stageplaats was dat hij politiek actief zou worden voor de socialistische partij in Tienen. Na zijn deelname aan de gemeenteraadsverkiezingen van 1958 kwam hij in de gemeenteraad van Tienen terecht. Hij bleef vervolgens gemeenteraadslid tot in 1986, met uitzondering van de periode 1977-1979 toen hij minister van Binnenlandse Zaken was. Hij was toen bevoegd voor het toezicht op de gemeenteraad en dat was dus onverenigbaar met een zitje in de gemeenteraad. In 1965 kreeg hij een mandaat als burgemeester van deze stad. Deze functie oefende hij uit tot 1977 en opnieuw van 1983 tot 1986. Op 23 mei 1965 werd hij verkozen als lid van de Kamer van volksvertegenwoordigers in het kiesarrondissement Leuven, waar hij zetelde tot in 1981. Op 3 juni 1977 werd hij aangesteld als minister van Binnenlandse Zaken in de Regering-Tindemans IV. Hij bleef dit tot 3 april 1979. 
In de periode december 1971-oktober 1980 zetelde hij als gevolg van het toen bestaande dubbelmandaat ook in de Cultuurraad voor de Nederlandse Cultuurgemeenschap, die op 7 december 1971 werd geïnstalleerd. Van november 1973 tot april 1977 zat hij er de BSP-fractie voor. Hij werd tot voorzitter van de Cultuurraad verkozen op 24 april 1979. Onder zijn voorzitterschap werd de Cultuurraad op 21 oktober 1980 omgevormd tot de Vlaamse Raad, waarvan hij voorzitter bleef tot 22 december 1981.
Voor de verkiezingen van 8 november 1981 maakte hij de overstap naar de Senaat, waar hij namens het kiesarrondissement Leuven zetelde tot in 1986. Eind november 1986 verliet hij de politiek. Op die dag kreeg hij tevens de titel van eresenator. Tot het einde van zijn politieke carrière bleef hij lid van de Vlaamse Raad, de voorloper van het huidige Vlaams Parlement. Vanaf 30 januari 1991 mocht hij zich erevoorzitter noemen, een eretitel die hem werd toegekend door het Bureau (dagelijks bestuur) van de toenmalige Vlaamse Raad.
Op 24 november 1986 werd hij rechter in het Arbitragehof, waarvan hij voorzitter van de Nederlandse taalgroep werd op 14 maart 2001. Op 4 september van datzelfde jaar, toen hij de leeftijdsgrens van 70 jaar behaalde, verliet hij het Arbitragehof en ging hij op pensioen.
Boel overleed november 2020 op 89-jarige leeftijd.